# Terranova da Sibari
Terranova da Sibari ist eine süditalienische Gemeinde mit 4541 Einwohnern (Stand 31. Dezember 2023) in der Provinz Cosenza in der Region Kalabrien.

## Städtepartnerschaft
- Avellaneda, Argentinien